# Жирона ФК
„Жирона“ (на испански: Gerona; на каталонски: Girona) е испански футболен клуб от едноименния град в едноименната провинция в автономната област Каталония. Клубът е основан през 1930 година. Домакинските си мачове играе на арена „Монтиливи“, с капацитет 13 500 души. До сезон 2016/17 клубът никога не е достигал до испанската Примера дивисион. До второто място в Сегунда, което му позволява за първи път да достигне този връх, най-доброто постижение на „Жирона“ в шампионата на Испания е 1-вото място в една от групите на Сегунда през сезон 1935/36.

## История
Клубът е основан на 25 юли 1930 година в кафе Norat на основата на прекратилия съществуванието си клуб UE Girona. Новият отбор започва да играе във втора дивизия на Каталонския шампионат, а първата му среща е срещу отбора на Colonia Artigas. „Жирона“ дебютира в Сегунда през сезон 1934/35, а на следващата година заема първото място в своята група и попада в плей-офф, където заема 5-о място. След гражданската война „Жирона“ редува сезони в Терсера и Сегунда, а след изпадането от Сегунда през сезон 1958/59 отборът не се завръща там 50 години.
В крайното класиране на сезон 2016/17 отборът заема второто място в Сегунда и за първи път в своята история влиза в Примера.
На 6 март 2019 година „Жирона“ побеждава в мача за Суперкупата на Каталония.

## Сезони по дивизии
- Ла Лига – 5 сезона
- Сегунда дивисион – 21 сезона
- Сегунда Б – 13 сезона
- Терсера – 44 сезона
- Регионална лига – 3 сезона

## Успехи
- Сегунда Б
  -  Победител (1): 2007/08
- Терсера
  -  Победител (5): 1933/34, 1947/48, 1954/55, 1988/89, 2005/06

- Суперкупа на Каталония:
  -  Носител (1): 2019

## Професионален отбор

### Настоящ състав
Актуален към 12 август 2025 г.

## Външни препатки
- Официален сайт
- BDFutbol team profile